# エハン・デラヴィ
エハン・デラヴィ（Echan Deravy, 1952年-）は、イギリス・スコットランド出身のフリー・ジャーナリスト、、意識研究者、古代文明研究者、講演家、著述家、世界探検家。既婚者である。
インタビュー番組「リアル・ローヴァ」の制作者兼司会者、ドキュメンタリー映画制作者、リモート・ヴューイング指導者、コーポレート・アドバイザー、海外ワークプランナー等、数多くの職業に就いている著名人の1人としても知られている。
また、以前にシンクロニシティ・アカデミーの校長、自らが主催する専門塾「エハン塾」やアースリング・ファウンデーションの代表を務める。妻は執筆家・翻訳者で占星術研究家の愛知ソニア。

## 略歴・活動
12歳にアバディーン・グラマー・スクールへ入学。17歳でロンドンに在るヒッピーのコミューンへ移住し、バックパッカーとして世界各地を巡る。22歳から日本で生活を開始。
以降、日本で、東洋医学と弓道に専念する傍ら、神戸女学院や関西大学などで英語講師を務める等、文化や学問の研究と語学教育に携わっている。
３0年間で200回以上の講演を行なった実績を持ち、幅広い論題（宇宙物理学、経済、脳科学、精神科学など）において「知の巨人」の異名を採るほど、造詣の深さと独自の考察を有しつつ、世界隅々から収集したニューパラダイムに関する情報を伝え続けている。
傍らで流暢な関西弁とユーモラスなアクションで瞬く間に人々を引き込むエンターティナーの一面を持ち合わせており、動画サイト「Youtube」のチャンネル累計再生回数は50万アクセスを数える。
現在はカナダに在住。

## 著書
- 太陽の暗号 : あなたが地球に生まれた理由　三五館（2005年7月1日) ISBN 4883203255
- ネオスピリチュアルアセンション〈Part2〉As above So below（上の如く下も然り） 明窓出版（2005年9月1日) ISBN 4896341740
- 5次元世界への超扉 : イベントホライゾン2012 (5次元文庫 テ 1-1)　徳間書店（2007年12月11日) ISBN 4199060073
- 地球巡礼者（アースピルグリム）人類が進むべき道　武田ランダムハウスジャパン（2009年5月28日) ISBN 4270004967
- 人類が変容する日　明窓出版（2009年7年1日) ISBN 4896342550
- 超入門アセンション&2012 (5次元文庫 テ 1-2)  徳間書店（2009年7月8日) ISBN 4199060634
- 外国人が見た東日本大震災 (J.C.ガブリエル名義)　武田ランダムハウスジャパン（2011年6月25日) ISBN 4270006528
- タイムゲート ― その日に向けて、彼らが今、動きはじめた (J.C.ガブリエル名義)　ヴォイス （2011年8月11日) ISBN 4899762763
- 聖なる国、日本 欧米人が憧れた日本人の精神性　かざひの文庫（2014年3月21日) ISBN 4884697944
- Why on Earth アイスランド縦断記　彼は「問い」を抱いて旅立ち、そして「答え」に到達した　ヒカルランド（2018年6月18日) ISBN 4864716455